# Riello (azienda)
Riello è un'azienda italiana con sede a Legnago (VR) con stabilimenti in Italia, America, Cina e Polonia che opera nel settore della climatizzazione.

## Storia
Nata nel 1922 dal fondatore Pilade Riello, dalla fine del 2015, l'azienda è entrata a fare parte di United Technologies Corporation e dal 2020 è proprietà della statunitense Carrier Corporation, a seguito dello spin off da United Technologies.
Sono proprietà di Riello S.p.A. importanti brand che operano con prodotti per la climatizzazione nel settore residenziale, quali l’inglese Vokéra, oltre che le italiane Sylber, Beretta, e Thermital.
Esporta in tutto il mondo e alla produzione di bruciatori aggiunge anche la produzione di un’ampia gamma di prodotti per il settore residenziale e professionale quali le caldaie murali, le caldaie a basamento e di potenza, i pannelli solari, la commercializzazione di pompe di calore e di condizionatori.